# Csapody István (várkapitány)

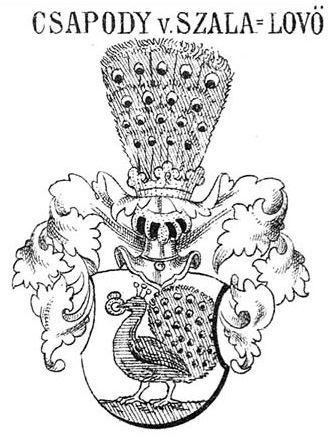
A zalalövői Csapody család címere (rajz)

Zalalövői Csapody István (fl. 1663–1702) (†c.1702), törökverő, a zalalövői vár utolsó főkapitánya, zalai földbirtokos.

## Élete
A nemesi származású zalalövői Csapody család sarja. Csapody István édesapja, Csapody István volt, édesanyja neve ismeretlen. Nagyapja, Chiapody István, 1626. szeptember 26-án II. Ferdinánd magyar királytól szerzett címeres nemeslevelet. Az adományban Chiapody István apja, Chiapody alias Szabó Pál, valamint anyja Helena és Ferenc és Miklós testvérei is részesültek benne.
Csapody István pályafutását a győri vár lovas alparancsnokaként, báró zicsi Zichy István (1616–1693), győri várkapitány familiárisáként kezdte. 1663. március 11-én Gorup Ferenc püspök mellett főurának az érdekeit képviselte a bicskei, a csabdi és a mányi birtokokkal kapcsolatban. 1669 decemberében bicskei város bírája és esküdtjei több levelet küldött Csapody István tiszttartónak, hogy Zichy István báró segítséget kérjen Király János győri harmincadoson keresztül gróf Batthyánytól, mivel a Fejér megyei várból a török több embert hurcolt el egy támadás során. 1670 körül Csapody István házasságot kötött az előkelő és tehetős, nagy múltra visszatekintő Zala vármegyei nemesi osztopányi Perneszy családból való osztopáni Perneszy Zsófia (fl. 1651–1702) úrhölggyel, osztopáni Perneszy István, lövői kapitány és nyéki Rauch Zsuzsanna lányával.
Felesége révén jelentős vagyont örökölt, amelynek része volt a zalalövői földbirtok és az ottani kis várkastély, amelytől a későbbiekben a Csapody család nemesi előneve eredt. 1684-ben elhunyt Csapody István sógora, Perneszy Ferenc, és a vár kapitányi tisztség és címe a beházasodott úrra szállt át. 1687-ben Csapody István zalalövői kapitánysága alatt a várban 35 lovas 1 tizedes vezetésével, valamint egy gyalogos vajda alatt 3 tizedes vezetésével, 35 királyi hajdú szolgált. Már Perneszy Ferenc kapitánysága alatt nagy gondot jelentett az a tény, hogy a Haditanács egyre kevesebb pénzt fordított a lövői vár fenntartására (amely már eléggé rossz állapotban volt) és az őrségnek járó fizetésre. Csapody István kapitánysága alatt, viszont a helyzet súlyosodott; 1689-ben már amiatt panaszkodnak a lövői végváriak, hogy őket senki sem váltja le, ott halnak meg a várban. Ugyanabban az évben, azonban már csupán 26 lovas volt Lövőn. Csapody István gyakran betegeskedett, és Szombathelyre járt orvosi kezelésre; 1690-ben "hideglölés volt rajta" úgy, hogy nem tudott gróf Batthyány Ádám főkapitánya rendelkezésére állni. Másrészt, báró gyöngyösi Nagy Ferenc, vicegenerális, úgy tűnik elégedetlen volt Csapody lövői kapitányságával; gróf Batthyány Kristófnak aggodalmát fejezte ki: Csapody Istvánék "...csak névvel viselik a kapitányságot, soha benn nem laknak némelilyek a végházban". 1691-ben Csapody Istvánt a végvári katonaságból kiállított és Eszékre küldött 100 lovas sereg élére helyezték.
1696. október 9-én Csapody István tiltakozott, mert a javakat a zalai Alibanfa nevű földbirtokon, amelyeket gyermekei a Perneszy hagyatékból egyenlő joggal örököltek, minden előzetes figyelmeztetés nélkül, vérségileg kívülállóknak eladták. 1698-ban Csapody István még a zalalövői várkapitány volt, azonban halála után, a várat elhagyatottan az enyészetnek adták át. Csapody István 1702. január 27-én nemes Nagy István vármegyei főjegyző előtt babocsai Babóchay Ferenczné Perneszy Juliannával a zalalövői vámszedési jogra nézve oly formán egyezkedett, hogy tekintettel azon tényre, miszerint ő kilenc éven át az összes jövedelmet szedte, a következő 9 évben Perneszy Julianna szedhesse az összes jövedelmet: kétségtelen, hogy a jelzett év elején még életben volt, de még annak folyamában kellett elhaláloznia; 1703. évben Somogy vármegye már örököseit nyugtatta meg "super exoluto iure armorum".

## Házassága és gyermekei

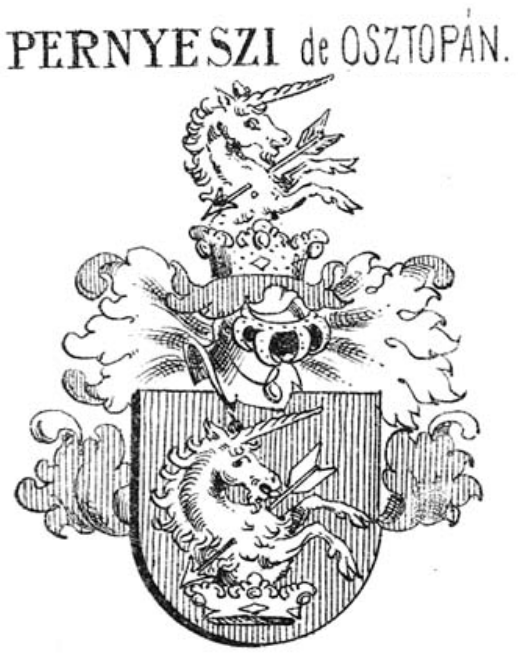
Az osztopáni Perneszy család címere.

Csapody István igen előnyös házasságot kötött: felesége Perneszy Zsófia (fl. 1651–1702) az ősrégi és tehetős dunántúli nemesi osztopáni Perneszy családnak a sarja volt. A Perneszy család legkorábbi említése a 13. századból származik; ősapjuk osztopáni Perneszy Pál (fl. 1424-1470) a Magyar Királyság alnádora 1447 és 1460 között, Garai László nádor főfamiliárisa, majd Újlaki Miklós tanácsosa, szlavóniai vicebán, aki 1439. június 5.-én címeres-levél adományban részesült rokonaival együtt Albert magyar királytól. Csapody István a feleségét, osztopáni Perneszy Zsófia (fl. 1651–1702) úrhölgyet, Perneszy István (fl. 1647–1663), a zalalövői vár főkapitánya, földbirtokos és nyéki Rauch Zsuzsanna (fl. 1657) asszony lányát 1670 körül vette el. A tekintélyes és vagyonos kisasszony apai nagyszülei osztopáni Perneszy Ferenc (fl. 1606–1651), Zala és Somogy vármegyék alispánja, országgyűlési követe, a lövői várkapitány, és szombathelyi Zombathely Zsófia asszony voltak; az anyai nagyszülei pedig nyéki Rauch Dániel (fl. 1613–1663), nedelici főharmincados, a szlavóniai harmincadok főnöke, és Fürnberg Anna Jusztina (fl. 1657) voltak. Csapody Istvánné Perneszy Zsófiának az apai nagyapai dédszülei osztopáni Perneszy János (fl. 1577–†1606), Zala vármegye alispánja, a kanizsai vár lovaskapitánya, a lövői várkapitány, földbirtokos, valamint pákosi Paksy Katalin (fl. 1599) voltak. Csapody Istvánnénak az anyai nagyapai dédszülei szombathelyi és rajkai Zombathely György (fl. 1590– 1636), a magyar királyi kamarának a tanácsosa, Moson vármegye alispánja 1606 és 1612, földbirtokos és vizkeleti Vizkelethy Ilona (fl. 1622) voltak; az utóbbi asszonynak a szülei vizkeleti Vizkelethy Jakab (fl. 1554–1580), a királyi kancellária jegyzője, földbirtokos és rávonyi Rávonyi Zsófia (fl. 1559–1580) voltak. A nyéki Rauch családnak a nemességét illetve családi címerét pedig ősapja Rauch Levin nagyszebeni polgár 1557. május 28-án I. Ferdinánd magyar királytól szerezte meg. Házastársa révén Csapody István sógorai: osztopáni Perneszy Ferenc (fl. 1675–1684), aki 1675 és 1683 között a zalalövői véghely főkapitánya, földbirtokos, valamint nagyszarvi Babócsay Ferenc (†1710), a veszprémi vár főkapitánya volt. Csapody Istvánné Perneszy Zsófia előkelő felmenői között a bajnai Both család-, az enyingi Török-, a németújvári Batthyány-, a csébi Pogány-, a polyanai Brodarics-, a beregszói Hagymássy-, az alsólendvai Bánffy-, valamint a főnemesi stájerországi von Stubenberg családok találhatóak. Csapody István és Perneszy Zsófia házasságából született:
- zalalövői Csapody Ferenc (1689–1762), Vas vármegye szolgabírája, a nagyszombati kerületi tábla ülnöke. Neje: szentviszlói Deseő Mária (†1756), egyik gyermekük zalalövői Csapody József (1727–1771) főszolgabíró volt.
- zalalövői Csapody Mária (fl. 1710–1714). Férje: barkóczi Rosty László (fl. 1710–1730), Vas vármegye főszolgabírája, földbirtokos. Egyik gyermekük, barkóczi Rosty Ferenc (1718–1790) királyi tanácsos, Vas vármegye alispánja volt.
- zalalövői Csapody István.
- zalalövői Csapody Katalin (fl. 1710–1728). Férje: szalapatakai Nagy György (alias Gábor György) (fl. 1687–1715), Zala vármegye alispánja, országgyűlési követe, földbirtokos.